# نیمه روشن (فیلم)
نیمه روشن (به انگلیسی: Half Light) فیلمی محصول سال ۲۰۰۵ و به کارگردانی کریگ روزنبرگ است. در این فیلم بازیگرانی همچون دمی مور، هانس متیسون، هنری ایان کوسیک، نیکلاس گلیوز و جیمز کازمو ایفای نقش کرده‌اند.